# Barbarian
Barbarian — компьютерная игра в жанре платформера, выпущенная в 1987 году компанией Psygnosis. Первая версия игры была разработана для Atari ST, затем она была портирована на Amiga, Commodore 64, MS DOS, MSX, Amstrad CPC и ZX Spectrum. Версия для Amiga вышла в 1987 году, остальные появились в 1988 году. Как и для большинство ранних игр Psygnosis, обложку игры с изображением красного дракона создал известный автор фэнтезийных рисунков Роджер Дин.
В 1991 году было выпущено продолжение игры, Barbarian II, вышедшее одновременно с двумя другими платформерами компании: Leander и Ork.

## Описание
Игра начинается с эффектной для своего времени анимацией: мускулистый варвар разрубает мечом цепь. На Amiga и Atari ST анимация сопровождалась громким оцифрованным звуковым эффектом.
Игрок управляет варваром по имени Хегор (Hegor), который должны преодолеть несколько подземных сооружений, чтобы победить своего брата — злого колдуна Некрона (Necron). В арсенале у варвара —меч и лук. В соответствии с жанром, герой должен много бегать и прыгать.
Чтобы компенсировать отсутствие дополнительного джойстика на большинстве игровых систем, в игре использован оригинальный интерфейс: по нажатию кнопки внизу экрана открывается список действий, которые выбираются с помощью джойстика и подтверждающего нажатия на кнопку.
В исходной версии игра пыталась подражать визуальному стилю обложки и вступительной анимации. Использовались очень подробные и красочные спрайты и различные звуковые эффекты, сопровождавшие действие на экране. В DOS-версии игры использовалась оцифрованная речь в начальной заставке (возглас «Barbarian!»), а игровой процесс сопровождался звуковыми эффектами, воспроизводимыми с помощью PC-спикера.

## Оценка
В 1989 году обзор Barbarian появился в № 150 журнала Dragon. Обозреватель Кортни Харрингтон в своей колонке оценила игру в 4 звезды из 5. В журнале Amstrad Action № 40 игра получила оценку в 81 % и характеристику «весёлой, но недолго» (fun, but lacking in the long term).